# Kai Kanthak
Kai Christian Kanthak (* 27. Oktober 1955 in Gelsenkirchen) ist ein deutscher Jazzbassist.

## Leben und Wirken
Kanthak erhielt zunächst Unterricht auf der Gitarre, bevor er zum Bass wechselte. Er studierte Musik in Essen, Düsseldorf und Köln. 1975 gehörte er mit Mash Temme zum Jazztrio von Helge Schneider, mit dem er auch dessen erstes Album aufnahm. Ab 1977 spielte er im Trio von Theo Jörgensmann, das dann zum Quartett erweitert wurde und auf dem Deutschen Jazzfestival auftrat. Auf dem New Jazz Meeting Baden-Baden 1979 gehörte er zum Clarinet Summit mit Jörgensmann, Perry Robinson, Gianluigi Trovesi, John Carter, Ernst-Ludwig Petrowsky und Günter „Baby“ Sommer. Anschließend war er Mitglied von Georg Gräwes Grubenklangorchester, um dann mit Musikern der Kölner Szene im Quartett Draft und mit Klaus König zu arbeiten. Weiterhin spielte er mit Musikern wie Gunter Hampel, John Tchicai, Petras Vyšniauskas, Andreas Willers oder Tomas Kutavičius. Von 1995 bis 2009 stoppte er vorläufig seine musikalischen Aktivitäten und konzentrierte sich auf die Fotografie und PC-gestützte Bilderstellung. Ab 2015 spielte er im Contact 4tett mit Theo Jörgensmann, Evert Brettschneider und wechselnden Schlagzeugern.

## Diskographische Hinweise
- Theo Jörgensmann Quartet: Song of BoWaGe (CMP Records 1979, mit Uli P. Lask, Dionys Kube)
- Michael Sell Doppelquintett: Emanationen (MISP 1983, mit Theo Jörgensmann, Bernd Konrad, John Fischer, Melvyn Poore, Buschi Niebergall, Dionys Kube, Frank Köllges)
- GrubenklangOrchester: Hanns Eisler – Komm ins Offene, Freund! (Aufruhr 1984)
- Draft. Travelling Birds (JazzHausMusik 1993, mit Frank Gratkowski, Reiner Winterschladen, Klaus Kugel)
- Contact 4tett: Loud Enough to Rock the Kraut, (Konnex Records 2015)
- Michel Pilz, Kai Kanthak, Klaus Kugel: Nemu (2020, EP)
- Theo Jörgensmann, Contact 4tett: Wundertüte (Jazzwerkstatt 2023)
- Sample of Joy (2025)